# 大川東インターチェンジ

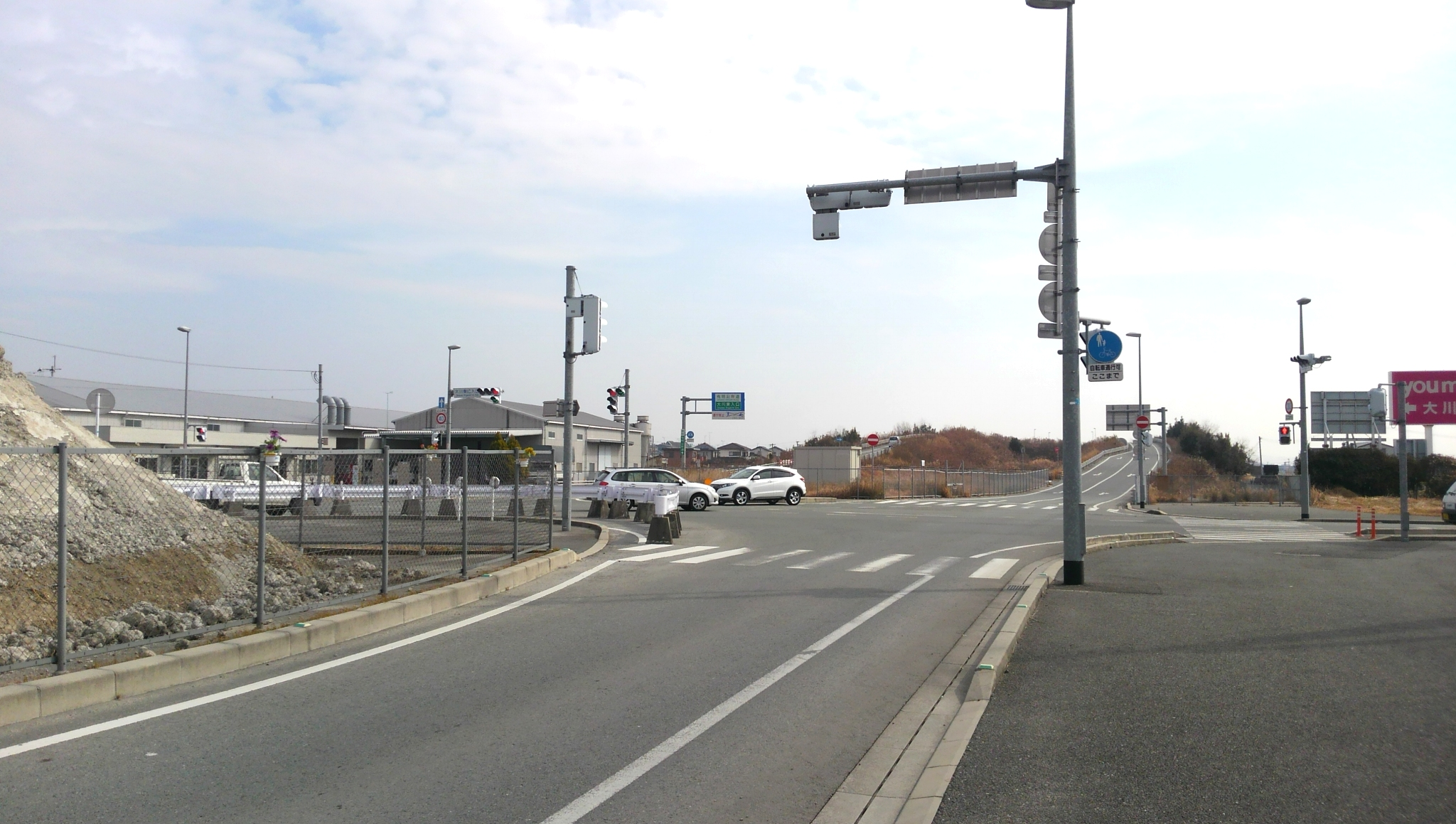
佐賀方面出入口、延伸前

大川東インターチェンジ（おおかわひがしインターチェンジ）は、福岡県大川市にある地域高規格道路有明海沿岸道路（大川バイパス）のインターチェンジである。

## 概要
2009年現在暫定開通となっている自動車専用道路区間は当インターチェンジが終点となっており、大川市の中心部に最も近い位置にある。

## 歴史
- 2008年（平成20年）3月29日 : 柳川西IC - 大川東ICの開通により供用開始。
- 2021年（令和3年）3月14日 : 大川東IC - 大野島IC間開通[1]。

## 道路
- 有明海沿岸道路（大川バイパス）

## 接続する道路

### 直接接続
- 福岡県道765号鐘ヶ江酒見間線
- 福岡県道716号水田大川線〈有明沿岸道一般部〉

### 間接接続
- 国道208号
- 福岡県道・佐賀県道18号大牟田川副線

## 周辺情報
- 古賀政男記念館
- 大川市役所
- 大川市立田口小学校

## 隣
有明海沿岸道路（大川バイパス）
柳川西IC - 大川東IC - 大川中央IC

## その他
インターチェンジがある場所は、かつての国鉄佐賀線東大川駅跡地を転用･整備している。かつて駅舎があった交差点付近に、資料となる説明板があるほかは、当時の駅舎施設は全く現存していない。

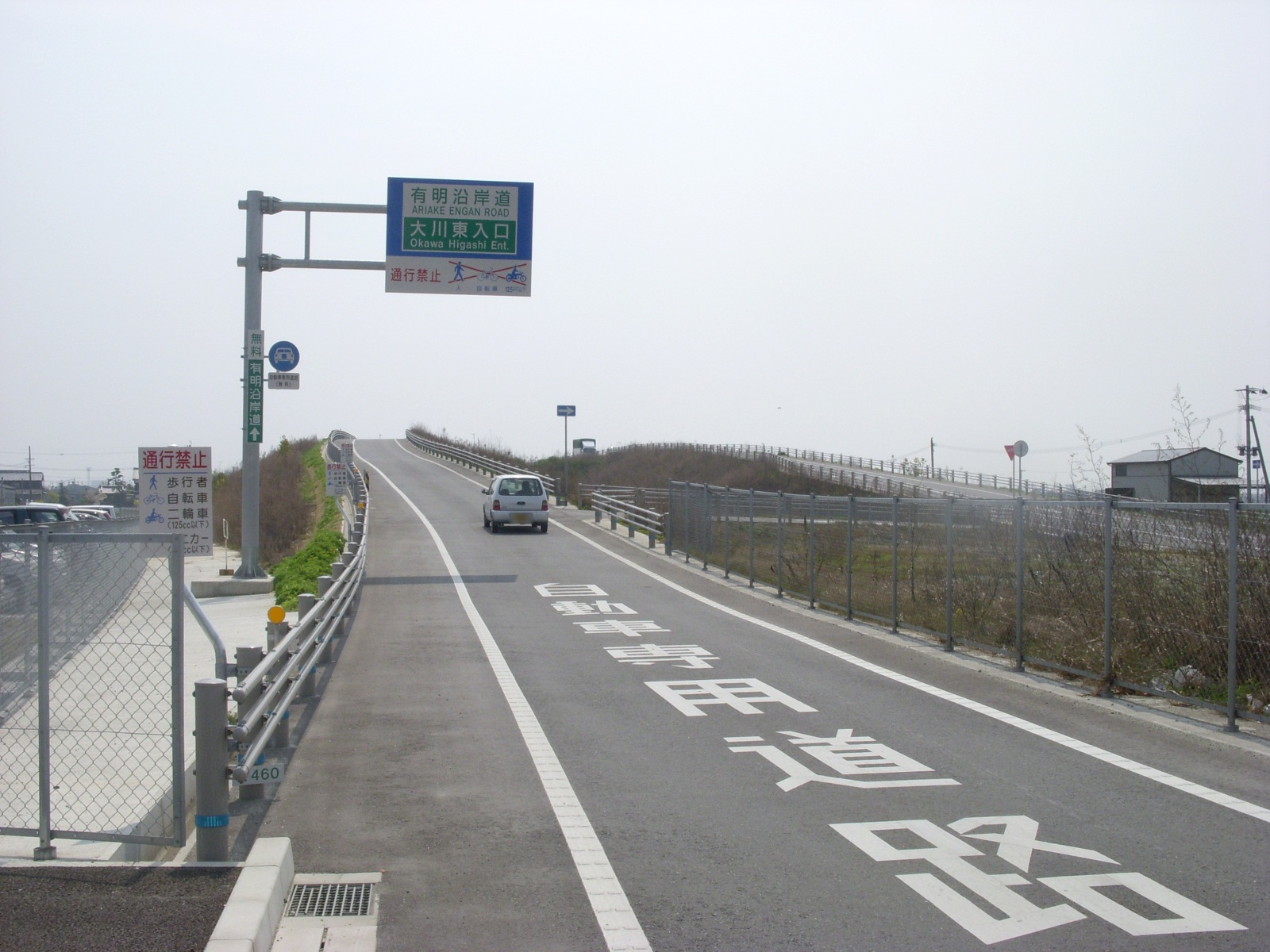
柳川方面入口、延伸前
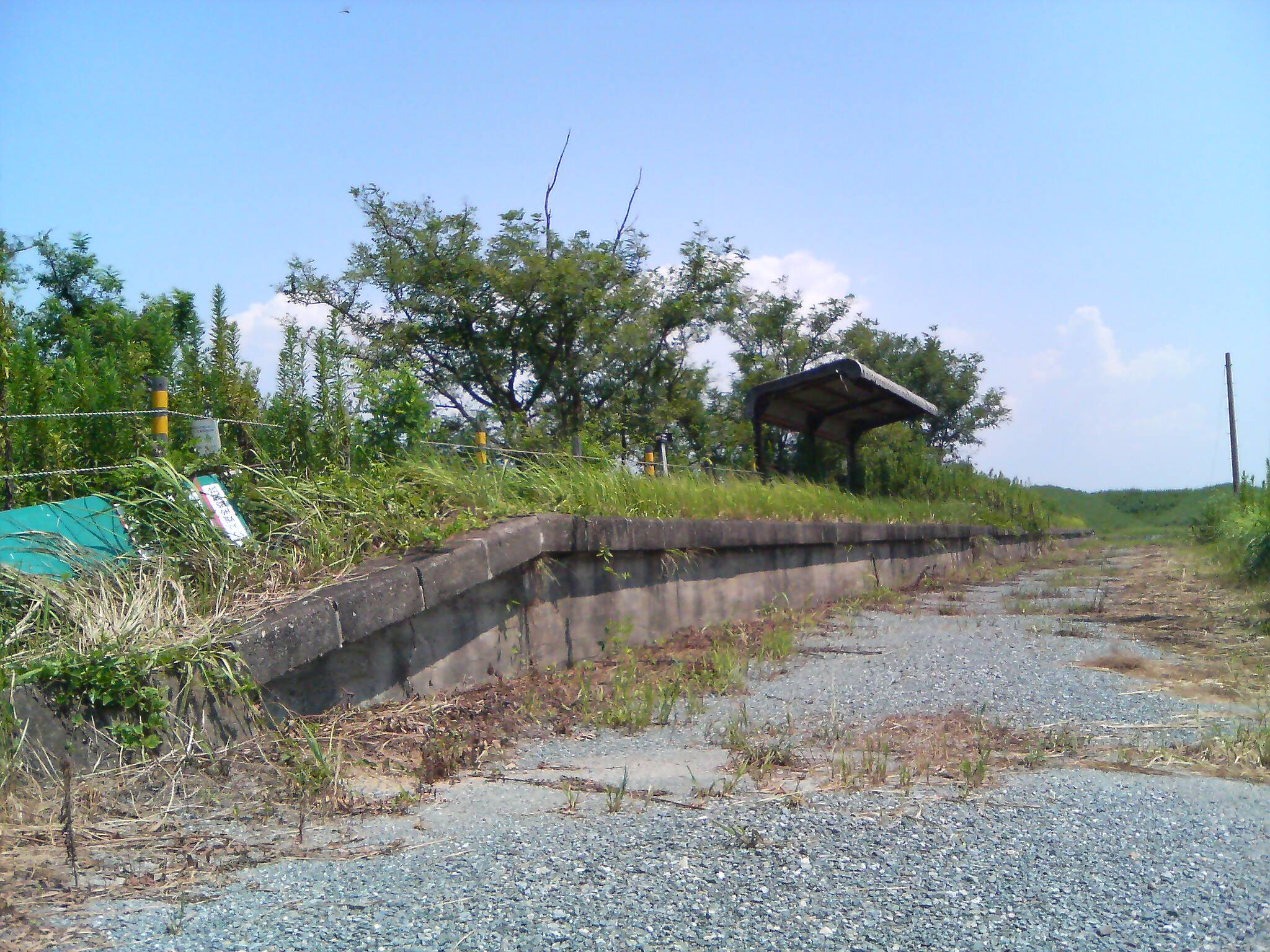
解体前の東大川駅駅舎跡